# Tirfi Tsegaye

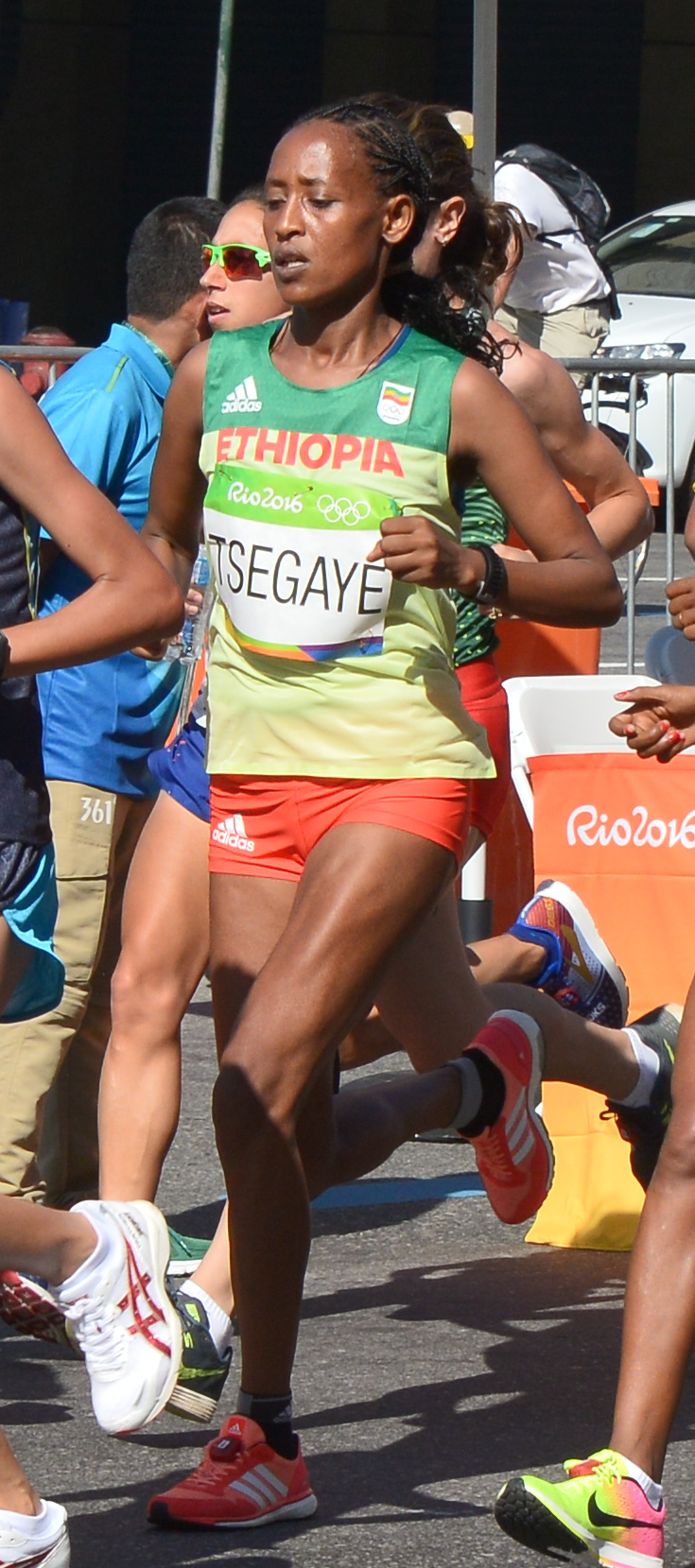
Tirfi Tsegaye 2016 bei den Olympischen Spielen in Rio

Tirfi Tsegaye (* 25. November 1984) ist eine äthiopische Langstreckenläuferin, die sich auf Straßenläufe spezialisiert hat.

## Karriere
2008 siegte sie beim Porto-Marathon in 2:35:31 h.
Im Jahr darauf wurde sie Zweite beim Turin-Marathon, Sechste bei den Halbmarathon-Weltmeisterschaften in Birmingham und Zweite beim Shanghai-Marathon. 
2010 wurde sie Zweite beim Paris-Halbmarathon, Dritte beim Paris-Marathon und jeweils Zweite beim Toronto Waterfront Marathon und beim Shanghai-Marathon, 2011 Elfte beim Boston-Marathon und abermals Zweite in Shanghai.
2012 folgte einem dritten Platz bei Roma – Ostia ein Streckenrekord beim Paris-Marathon.
2013 siegte sie beim Dubai-Marathon nach 2:23:23 h und belegte beim Boston-Marathon 2013 mit einer Zeit von 2:28:09 Stunden den fünften Platz.
Am 23. Februar 2014 gewann sie den Tokio-Marathon in 2:22:23 Stunden und am 28. September 2014 den Berlin-Marathon in 2:20:18 Stunden. Beim London-Marathon 2015 belegte sie in 2:23:41 h den dritten Platz und bei den Weltmeisterschaften im selben Jahr in Peking wurde sie in 2:30:54 h Achte.
Im Januar 2016 wiederholte sie ihren Sieg beim Dubai-Marathon nach 2:19:41 h. Bei den Olympischen Spielen in Rio de Janeiro wurde sie in 2:24:47 h Vierte.

## Persönliche Bestzeiten
- Halbmarathon: 1:07:42 h, 26. Februar 2012, Ostia
- Marathon: 2:19:41 h, 22. Januar 2016, Dubai